# Leonyid Vitaljevics Kantorovics
Leonyid Vitaljevics Kantorovics (oroszul: Леонид Витальевич Канторович) (Szentpétervár, 1912. január 19. – Moszkva, 1986. április 7.) szovjet-orosz matematikus és közgazdász, aki az optimális erőforrás-allokáció terén végzett elméleti és gyakorlati kutatásai miatt vált híressé. 1975-ben Tjalling Koopmans holland közgazdásszal megosztva közgazdasági Nobel-emlékdíjban részesült, és ő volt a Szovjetunió egyetlen kitüntetettje ebben a tudományágban.

## Élete és munkássága
Édesapja, Vitalij Kantorovics 1922-ben meghalt, így édesanyja nevelte föl.
1926 és 1930 között matematikát tanult a leningrádi egyetemen. A természettudományok mellett modern kori történelemmel és politikai gazdaságtannal is foglalkozott. 1934-ben lett doktor, ám a doktori címét csak 1935-ben kapta meg, amikor a szovjetek újra bevezették az akadémiai címeket. Az 1930-as években sokat foglalkozott funkcionálanalízissel, amely tanulmányozása során szerzett tapasztalatok később hasznosnak bizonyultak a numerikus analízisben.
Kantorovics a szovjet kormányzatnak dolgozott, azt a feladatot kapta az 1930-as években, hogy optimalizálja egy furnérüzem termelését. 1939-ben felvetett egy matematikai módszert, ami napjainkban lineáris programozásként ismert, néhány évvel azelőtt, hogy George Dantzig azt újra felfedezte és jelentősen továbbfejlesztette volna. Több könyvet adott ki, többek között a Matematikai módszer a termelés tervezésére és szervezésére (1939, Математические методы организации и планирования производства) és a Közgazdasági erőforrások optimális felhasználása (1972, Оптимальные решения в экономике) című köteteket.
A Svéd Királyi Bank Alfred Nobel-emlékdíját Tjalling Koopmansszal megosztva kapta az erőforrások optimális elosztásának elméletéhez történt hozzájárulásukért. A szóbeszéd szerint problémát jelentett a hosszú neve, ugyanis az nem fért el az emlékérmen, így le kellett kicsinyíteni a betűket, hogy hely legyen a teljes nevének.
Leningrád ostromakor Kantorovics az élet útjának a biztonságáért volt felelős, ami az ostromlott város egyetlen utánpótlási útvonala volt a Ladoga-tó jegén a hátországból. Kiszámolta az optimális távolságot a jégen közlekedő teherautók között a jég vastagságának és a hőmérsékletnek a függvényében. 1941 decemberében és 1942 januárjában maga sétált a járművek között a Ladoga-tó jegén, hogy biztosan ne merüljenek el az autók az úton. Ennek ellenére több teherautó elsüllyedt a túlélőknek szánt élelemmel a német bombázások során.
A hősiességéért és a bátorságáért a Nagy Honvédő Háború Érdemrendben részesült, és a Leningrád Védelméért Éremmel tüntették ki.

## Magyarul
- L. V. Kantorovics–V. I. Krilov: A felsőbb analízis közelítő módszerei; ford. Rényi Artúr; Akadémiai, Bp., 1953